# Discovery Island Trails
Discovery Island Trails is een attractie in het attractiepark Disney's Animal Kingdom. Het is een systeem van wandelroutes langs dierenverblijven, dat zich afspeelt binnen het concept van een Discovery Island, een fictief eiland waar dieren door de lokale bevolking worden bewonderd. In de Discovery Island Trails zijn daarom dieren te vinden met een 'bewonderigenswaardige' eigenschap, zoals bijvoorbeeld de galapagosreuzenschildpad, een schildpadsoort die een uitzonderlijk hoge leeftijd kan bereiken.

## Diersoorten
Aan de Discovery Island Trails liggen de verblijven van de volgende diersoorten (in alfabetische volgorde): de Australische fluiteend, het axishert, de bisschopsooievaar, de blauwgele ara, de galapagosreuzenschildpad, de groenvleugelara, de grijze reuzenkangoeroe, de Indische nimmerzat, de Kaapse taling, de kleine flamingo, de kleinklauwotter, de knobbeleend, de molukkenkaketoe, de ooievaar, het pinchéaapje, de ringstaartmaki, de rode lepelaar, de rode reuzenkangoeroe, de roodkraagmaki, de witwangfluiteend, de zadelbekooievaar, de zilvertaling, het Zuid-Afrikaanse stekelvarken, de zwarte kroonkraan, en de zwarthalszwaan.

Foto's van dieren langs de Discovery Island Trails
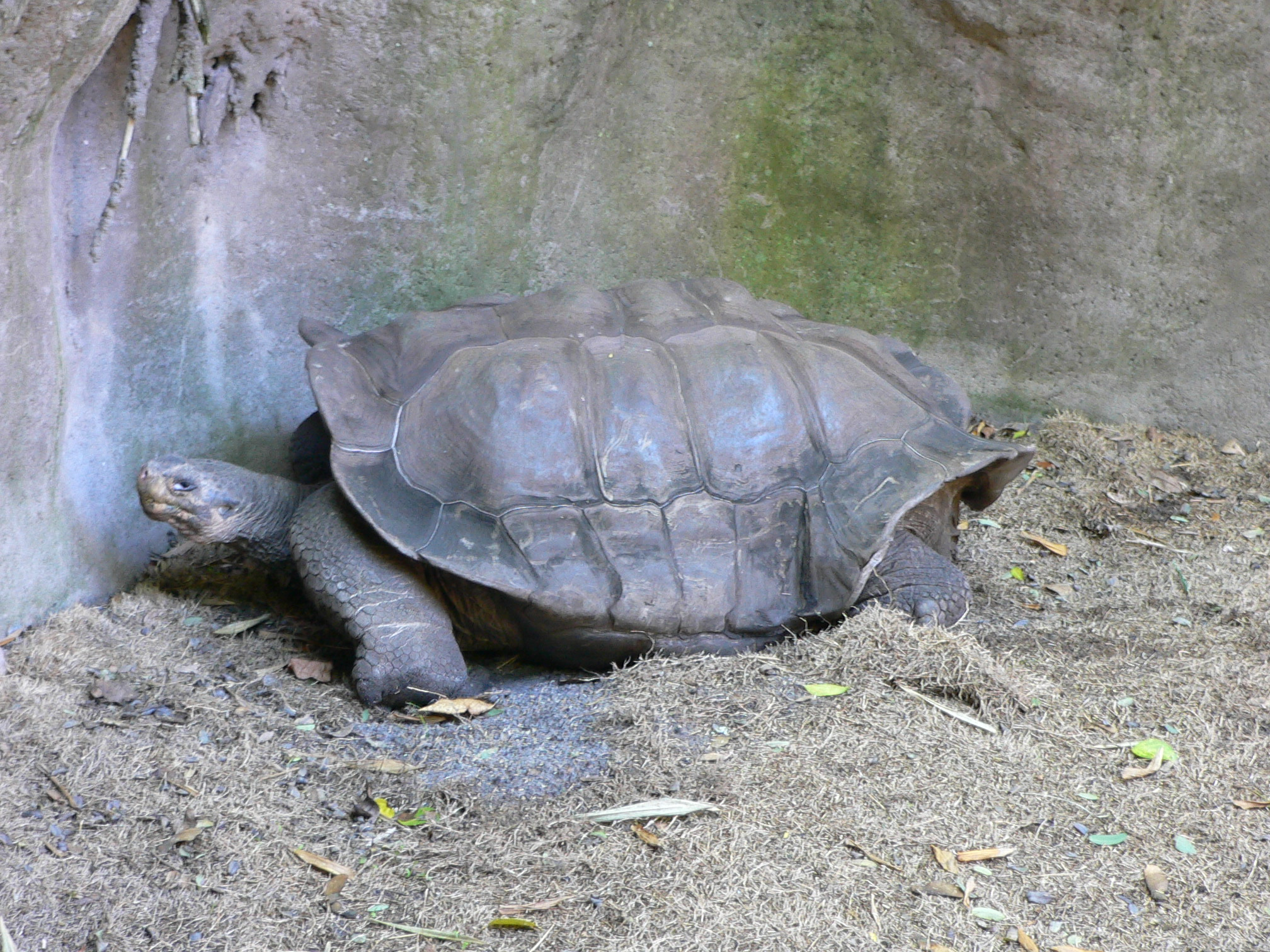
Een galapagos- reuzenschildpad
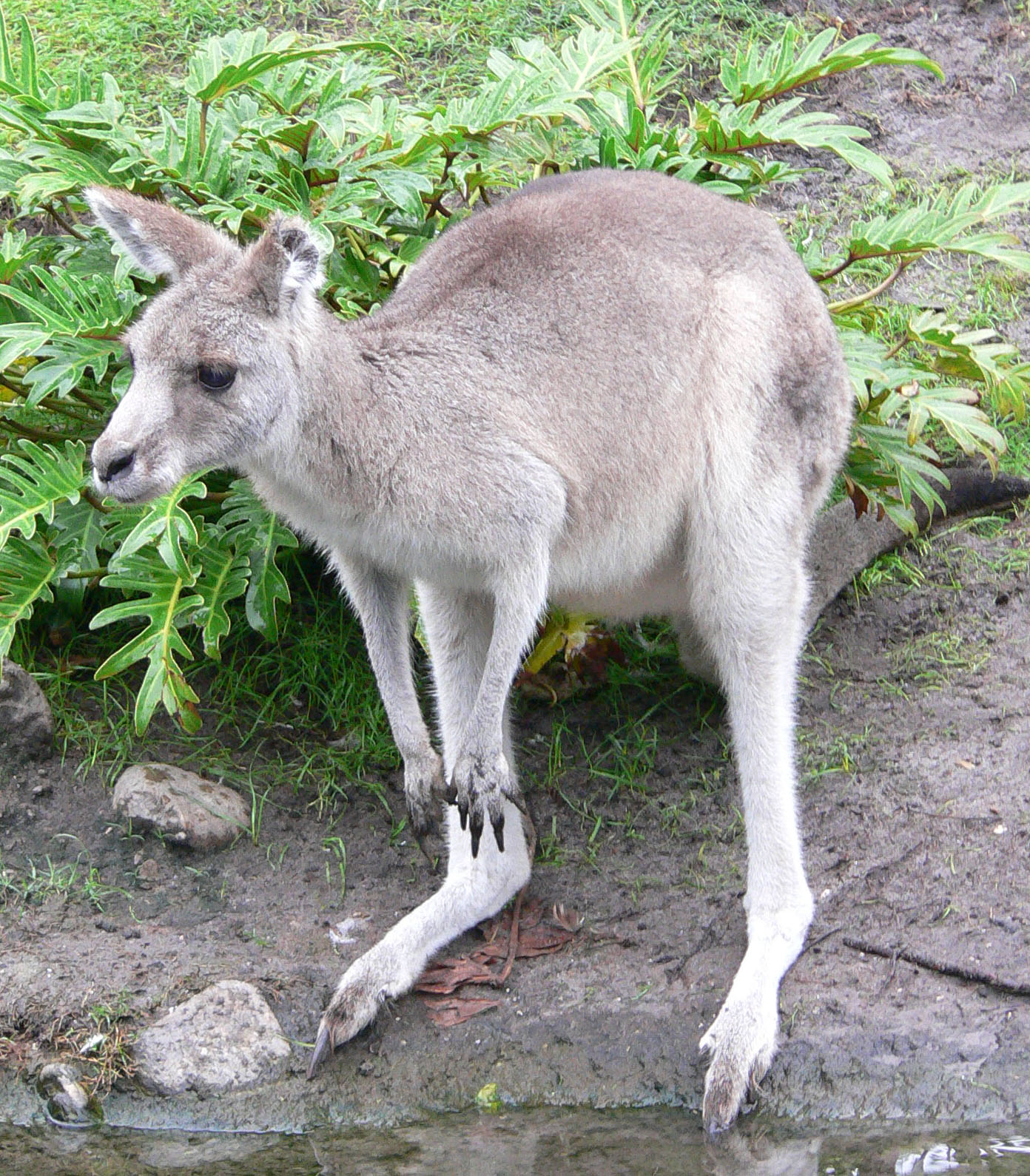
Een grijze reuzenkangoeroe
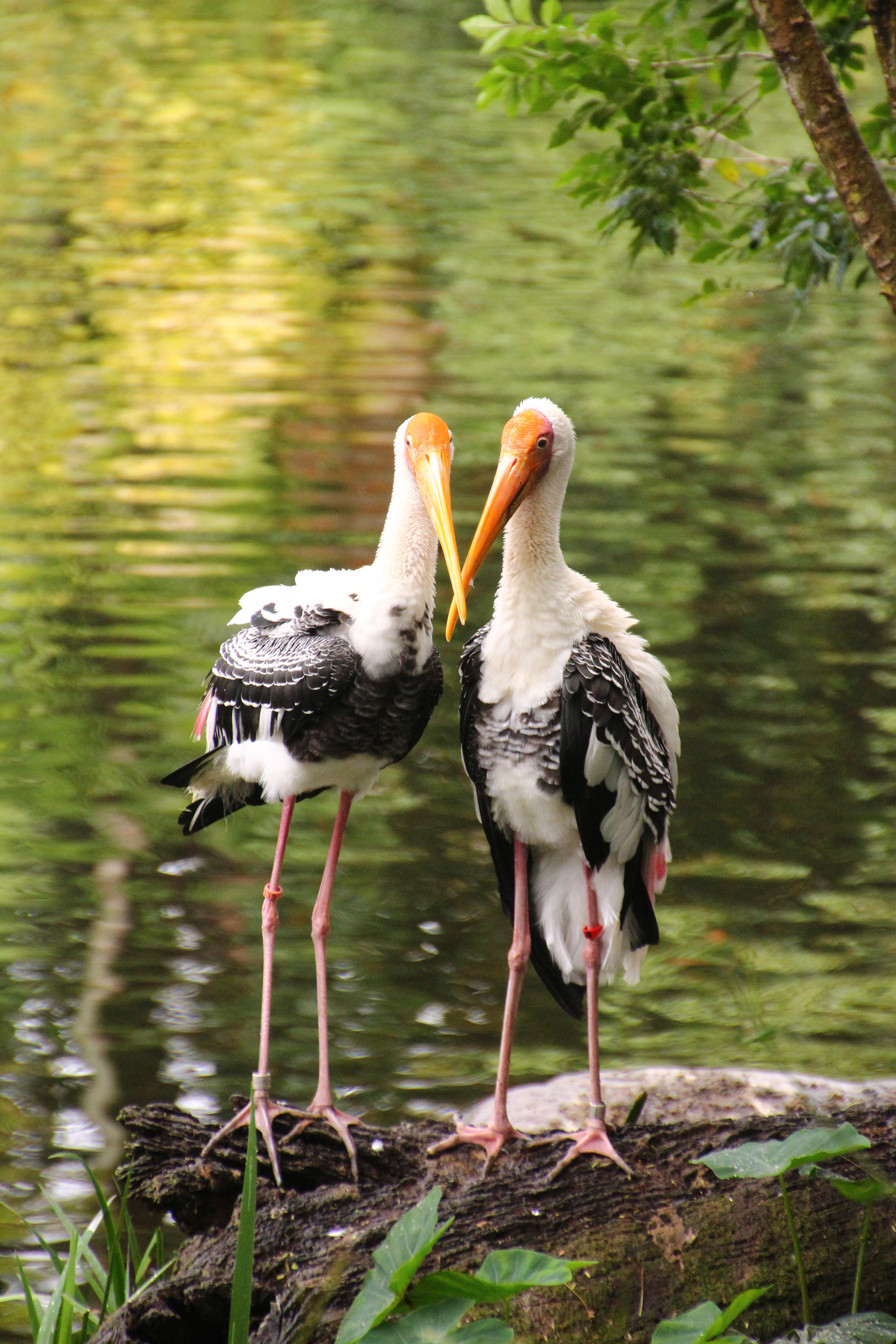
Een Indische nimmerzat
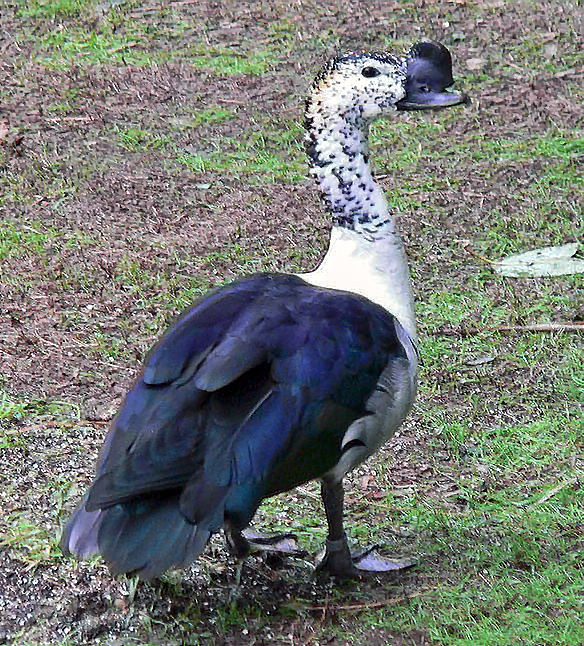
Een knobbeleend
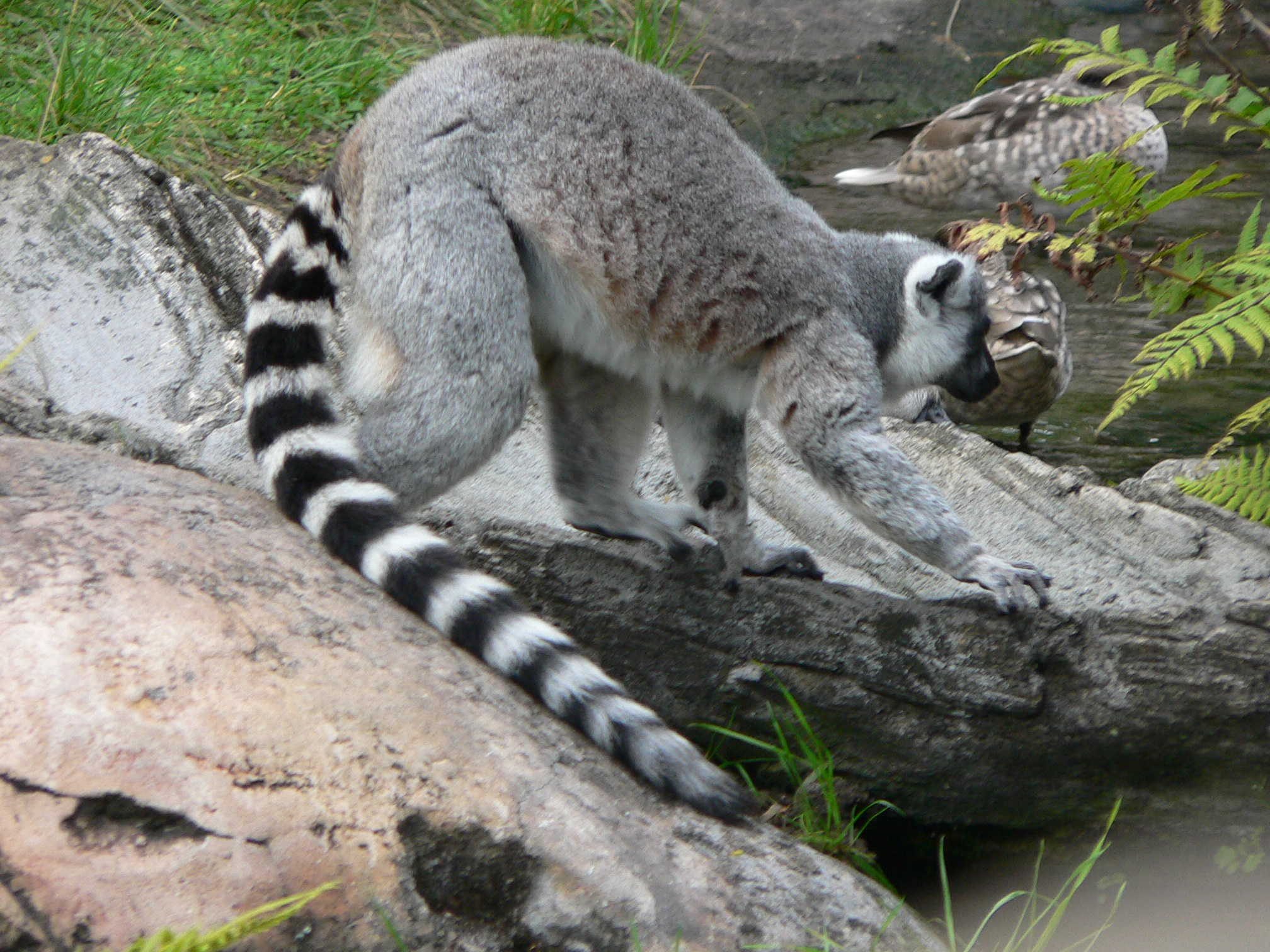
Een ringstaartmaki
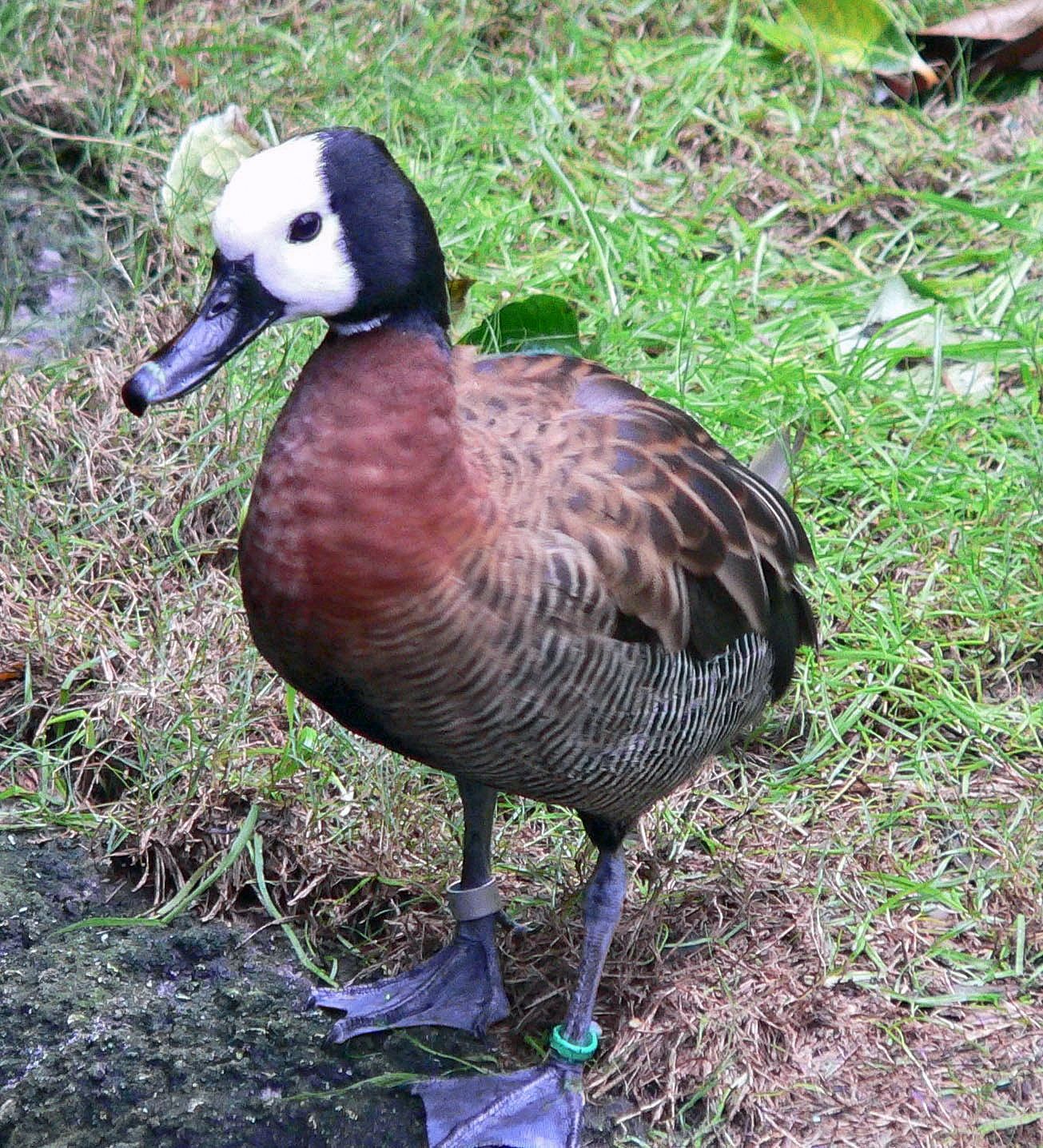
Een witwangfluiteend
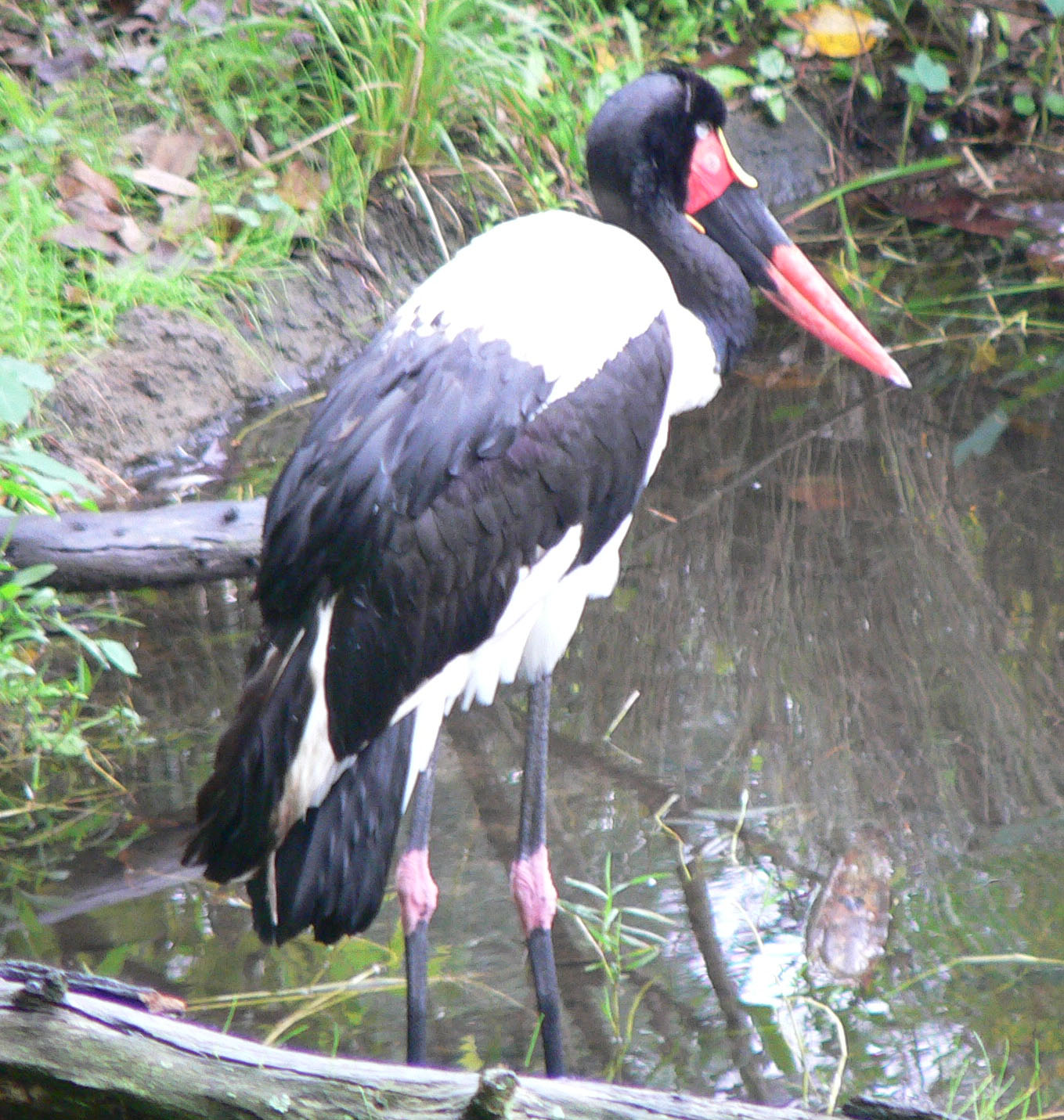
Een zadelbekooievaar
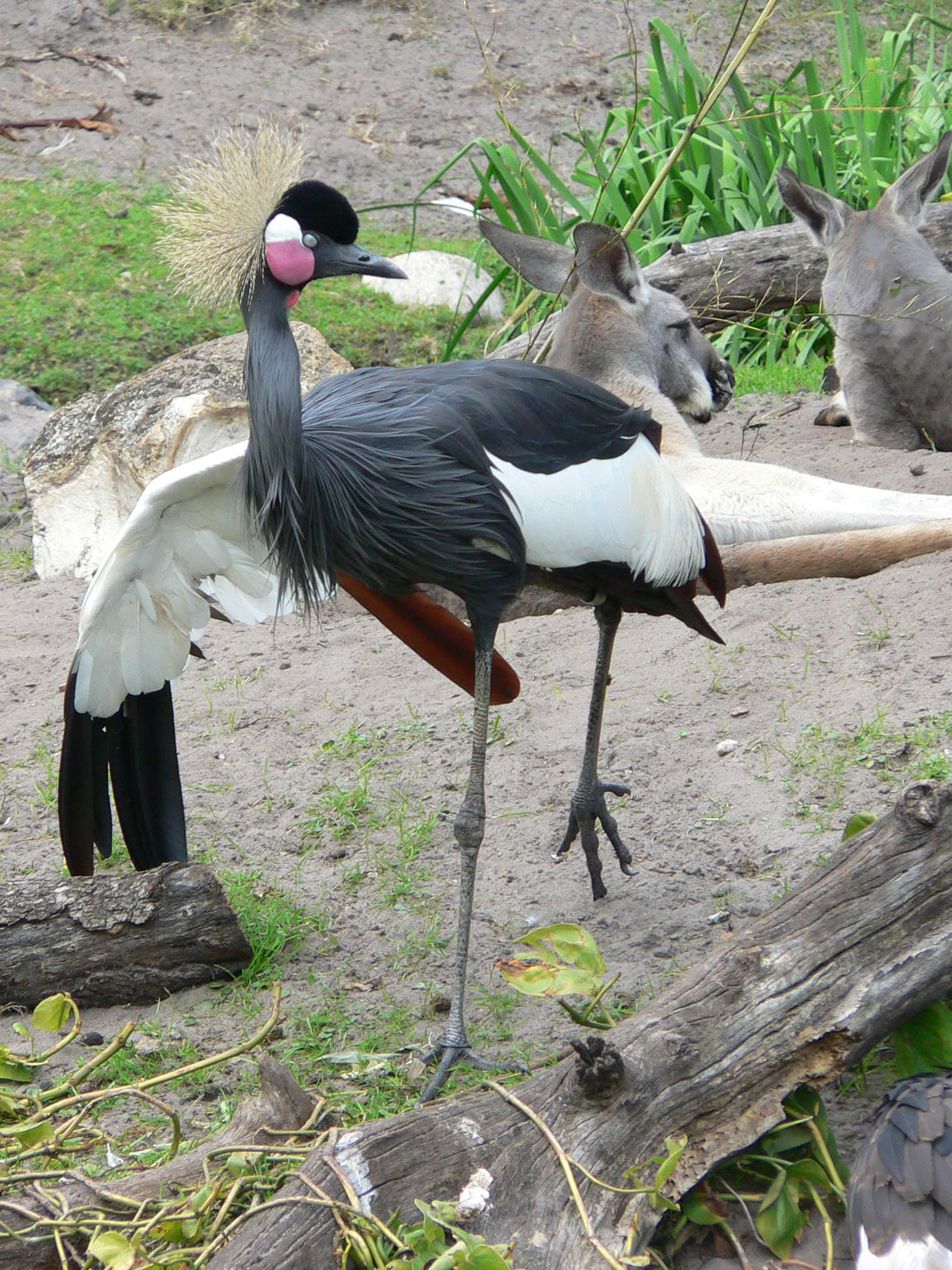
Een zwarte kroonkraan

Walt Disney World Resort · Lijst van attracties in Disney's Animal Kingdom · Tree of Life